# Жиделиарык
Жиделиарык (каз. Жиделіарық) — село в Чиилийском районе Кызылординской области Казахстана. Административный центр и единственный населённый пункт Жиделиарыкского сельского округа. Код КАТО — 435244100.

## Население
В 1999 году население села составляло 840 человек (449 мужчин и 391 женщина). По данным переписи 2009 года, в селе проживало 905 человек (475 мужчин и 430 женщин).